# Norvégia hívójelkörzetei
Norvégia jelenleg (2024) nincs hívójelkörzetekre felbontva, viszont számos érdekeltségi területe van világszerte, melyekhez részben önálló hívójelprefixet, vagy hívójelkörzetet rendel.
Norvégia számára az ITU a LA-LN, JW-JX, 3Y hívójelprefixeket osztotta ki.

## Norvégia hívójelkörzetei[1][2][3]
| Prefix | Körzet  | Terület/jelleg                                                       | Kontinens  | ITU zóna | CQ zóna |
| ------ | ------- | -------------------------------------------------------------------- | ---------- | -------- | ------- |
| LA-LN  | L[A..H] | Norvégia                                                             | Európa     | 18       | 14      |
| LA-LN  | L[I..J] | Norvégia, speciális állomások                                        | Európa     | 18       | 14      |
| LA-LN  | L[K..N] | Norvégia                                                             | Európa     | 18       | 14      |
| 3Y     | 3Y0     | Bouvet sziget                                                        | Afrika     | 67       | 38      |
| 3Y     | 3Y0     | I. Péter sziget                                                      | Antarktisz | 72       | 12      |
| 3Y     | 3Y1     | Maud királyné föld                                                   | Antarktisz | 73       | 13      |
| 3Y     | 3Y2     | Maud királyné föld                                                   | Antarktisz | 73       | 13      |
| 3Y     | 3Y9     | Maud királyné föld                                                   | Antarktisz | 73       | 13      |
| JW-JX  | JW      | Spitzbergák                                                          | Európa     | 18       | 40      |
| JW-JX  | JW8     | Bjørnøya (Medve sziget, Spitzbergák legdélebbi szigete)              | Európa     | 18       | 40      |
| JW-JX  | JX      | Jan Mayen sziget                                                     | Európa     | 18       | 40      |
| JW-JX  | JX0     | Jan Mayen sziget, ideiglenes hívójelhez a szigetre látogatók részére | Európa     | 18       | 40      |
| JW-JX  | JX7     | Jan Mayen sziget, jeladók                                            | Európa     | 18       | 40      |

## Lajstromjel
Vízi és légi járművek lajstromjelezéséhez az LN prefixet használják.